# Bobsleigh nos Jogos Olímpicos de Inverno de 2014 - Duplas masculinas
A competição de duplas masculinas do bobsleigh nos Jogos Olímpicos de Inverno de 2014 foi disputada no Centro de Sliding Sanki localizado na Clareira Vermelha, em Sóchi, entre 16 e 17 de fevereiro.
O trenó da Rússia formado por Alexandr Zubkov e Alexey Voyevoda originalmente conquistou a medalha de ouro, mas foi desclassificado em 24 de novembro de 2017 após Zubkov ser flagrado no antidoping. Voyevoda também foi punido posteriormente pelas mesmas violações no antidoping. As medalhas foram realocadas pela Federação Internacional de Bobsleigh e Skeleton.

## Medalhistas
| Ouro   | SUI Beat Hefti / Alex Baumann             |
| Prata  | USA Steven Holcomb / Steven Langton       |
| Bronze | LAT Oskars Melbārdis / Daumants Dreiškens |

## Resultados
| Pos.              | Bib | País                                                          | 1ª descida | 2ª descida | 3ª descida | 4ª descida | Total       | Diferença |
| ----------------- | --- | ------------------------------------------------------------- | ---------- | ---------- | ---------- | ---------- | ----------- | --------- |
| Medalha de ouro   | 2   | SUI Suíça (SUI-1) Beat Hefti Alex Baumann                     | 56.46      | 56.68      | 56.26      | 56.65      | 3:46.05     | +0.66     |
| Medalha de prata  | 1   | USA Estados Unidos (USA-1) Steven Holcomb Steven Langton      | 56.34      | 56.84      | 56.41      | 56.68      | 3:46.27     | +0.88     |
| Medalha de bronze | 12  | LAT Letônia (LAT-1) Oskars Melbārdis Daumants Dreiškens       | 56.62      | 56.68      | 56.43      | 56.75      | 3:46.48     | +1.09     |
| 4                 | 10  | CAN Canadá (CAN-3) Justin Kripps Bryan Barnett                | 56.56      | 56.70      | 56.42      | 56.94      | 3:46.62     | +1.23     |
| 5                 | 9   | CAN Canadá (CAN-2) Chris Spring Jesse Lumsden                 | 56.66      | 56.77      | 56.62      | 56.74      | 3:46.79     | +1.40     |
| 6                 | 4   | GER Alemanha (GER-1) Francesco Friedrich Jannis Bäcker        | 56.50      | 56.88      | 56.63      | 56.84      | 3:46.85     | +1.46     |
| 7                 | 7   | CAN Canadá (CAN-1) Lyndon Rush Lascelles Brown                | 56.61      | 56.87      | 56.64      | 56.76      | 3:46.88     | +1.49     |
| 8                 | 14  | SUI Suíça (SUI-2) Rico Peter Juerg Egger                      | 56.96      | 56.68      | 56.60      | 56.72      | 3:46.96     | +1.57     |
| 9                 | 8   | GER Alemanha (GER-2) Thomas Florschütz Kevin Kuske            | 56.89      | 56.87      | 56.77      | 56.71      | 3:47.00     | +1.61     |
| 10                | 5   | USA Estados Unidos (USA-2) Cory Butner Christopher Fogt       | 56.45      | 57.11      | 56.77      | 56.86      | 3:47.19     | +1.80     |
| 11                | 6   | USA Estados Unidos (USA-3) Nick Cunningham Dallas Robinson    | 56.73      | 57.07      | 56.98      | 56.91      | 3:47.69     | +2.30     |
| 12                | 16  | ITA Itália (ITA-1) Simone Bertazzo Simone Fontana             | 57.06      | 57.02      | 56.90      | 56.84      | 3:47.82     | +2.43     |
| 13                | 11  | GER Alemanha (GER-3) Maximilian Arndt Alexander Rödiger       | 56.98      | 56.92      | 57.22      | 57.08      | 3:48.20     | +2.81     |
| 14                | 15  | LAT Letônia (LAT-2) Oskars Ķibermanis Vairis Leiboms          | 57.11      | 57.22      | 57.00      | 57.19      | 3:48.52     | +3.13     |
| 15                | 22  | ROU Romênia (ROU-1) Nicolae Istrate Florin Cezar Crăciun      | 57.39      | 57.19      | 57.24      | 57.16      | 3:48.98     | +3.59     |
| 16                | 17  | KOR Coreia do Sul (KOR-1) Won Yun-jong Seo Young-woo          | 57.41      | 57.20      | 57.58      | 57.08      | 3:49.27     | +3.88     |
| 17                | 23  | NED Países Baixos (NED-1) Edwin van Calker Bror van der Zijde | 57.54      | 57.46      | 57.38      | 56.95      | 3:49.33     | +3.94     |
| 18                | 18  | FRA França (FRA-1) Loïc Costerg Romain Heinrich               | 57.44      | 57.04      | 57.65      | 57.23      | 3:49.36     | +3.97     |
| 19                | 21  | MON Mônaco (MON-1) Patrice Servelle Sébastien Gattuso         | 57.50      | 57.30      | 57.80      | —          | 2:52.60     | —         |
| 20                | 19  | AUT Áustria (AUT-1) Benjamin Maier Markus Sammer              | 57.57      | 57.74      | 57.41      | —          | 2:52.71     | —         |
| 21                | 25  | GBR Grã-Bretanha (GBR-1) Lamin Deen John Baines               | 57.54      | 57.81      | 57.38      | —          | 2:52.73     | —         |
| 22                | 30  | CZE República Checa (CZE-1) Jan Vrba Michal Vacek             | 57.72      | 57.75      | 57.71      | —          | 2:53.18     | —         |
| 23                | 20  | KOR Coreia do Sul (KOR-2) Kim Dong-hyun Jun Jung-lin          | 57.78      | 57.76      | 57.73      | —          | 2:53.27     | —         |
| 24                | 27  | AUS Austrália (AUS-1) Heath Spence Duncan Harvey              | 57.96      | 57.99      | 57.78      | —          | 2:53.73     | —         |
| 25                | 26  | POL Polônia (POL-1) Dawid Kupczyk Paweł Mróz                  | 57.90      | 58.07      | 57.98      | —          | 2:53.95     | —         |
| 26                | 24  | JPN Japão (JPN-1) Hiroshi Suzuki Hisashi Miyazaki             | 57.91      | 58.21      | 58.02      | —          | 2:54.14     | —         |
| 27                | 28  | JAM Jamaica (JAM-1) Winston Watts Marvin Dixon                | 58.42      | 58.81      | 58.17      | —          | 2:55.40     | —         |
| —                 | 29  | SRB Sérvia (SRB-1) Vuk Rađenović Aleksandar Bundalo           | 58.31      | 58.56      | DNS        | —          | —           | —         |
| —                 | 3   | RUS Rússia (RUS-1) Alexandr Zubkov Alexey Voyevoda            | 56.25      | 56.57      | 56.08      | 56.49      | 3:45.39 DSQ | —         |
| —                 | 13  | RUS Rússia (RUS-2) Alexander Kasjanov Maxim Belugin           | 56.69      | 56.60      | 56.44      | 56.57      | 3:46.30 DSQ | +0.91     |

Legenda
| Recorde mundial      | Recorde mundial (World record)               |                       | Recorde africano                      | Recorde africano (African) |                                           | Q | Classificado por posição (Qualified) |
| Recorde olímpico     | Recorde olímpico (Olympic record)            | Recorde da América    | Recorde da América (Americas)         | q                          | Classificado por melhor tempo (Qualified) |   |                                      |
| Melhor marca do ano  | Melhor marca do ano (World leading)          | Recorde asiático      | Recorde asiático (Asian)              | DNS                        | Não largou (Did not start)                |   |                                      |
| Recorde nacional     | Recorde nacional (National record)           | Recorde europeu       | Recorde europeu (European)            | DNF                        | Não terminou (Did not finish)             |   |                                      |
| Recorde pessoal      | Recorde pessoal do atleta (Personal best)    | Recorde da Oceania    | Recorde da Oceania (Oceania)          | DSQ / DQ                   | Desclassificado (Disqualified)            |   |                                      |
| Recorde da temporada | Recorde da temporada do atleta (Season best) | Recorde sul-americano | Recorde sul-americano (South America) | NM                         | Sem marca (No mark)                       |   |                                      |